# Cantone di Decize
Il Cantone di Decize è una divisione amministrativa dell'arrondissement di Nevers.
A seguito della riforma approvata con decreto del 18 febbraio 2014, che ha avuto attuazione dopo le elezioni dipartimentali del 2015, è passato da 7 a 9 comuni.

## Composizione
I 7 comuni facenti parte prima della riforma del 2014 erano:
- Avril-sur-Loire
- Champvert
- Decize
- Devay
- Fleury-sur-Loire
- Saint-Germain-Chassenay
- Verneuil

Dal 2015 i comuni appartenenti al cantone sono i seguenti 9:
- Champvert
- Cossaye
- Decize
- Devay
- Lamenay-sur-Loire
- Lucenay-lès-Aix
- Saint-Germain-Chassenay
- Saint-Léger-des-Vignes
- Verneuil